# Jaap Bulder
Jacob Eisse "Jaap" Bulder (Groningen, 27 de desembre de 1896 — Leiderdorp, 30 d'abril de 1979) fou un futbolista neerlandès que va competir a començaments del segle xx. Era germà del també futbolista Evert Bulder.
El 1920 va prendre part en els Jocs Olímpics d'Anvers, on guanyà la medalla de bronze en la competició de futbol.
Pel que fa a clubs, defensà els colors del Be Quick entre 1910 i 1928. La temporada 1919-20 hi guanyà la lliga nacional. Amb la selecció nacional sols jugà 6 partits, en què marcà 6 gols.